# Тирсо
Тирсо (итал. Tirso) — река в Италии, на острове Сардиния.
Длина реки ─ около 150 км, площадь водосборного бассейна — около 3340 км². Считается важнейшей рекой Сардинии. 
Исток находится на плато, недалеко от населённого пункта Буддузо, на склонах гор на высоте порядка 880 метров над уровнем моря. Течёт в юго-западном направлении, пересекая остров, и впадает в залив Ористано недалеко от стоящего на реке города Ористано.
На реке находится несколько плотин. В 1924 году на реке была возведена плотина, вследствие чего образовалось искусственное озеро Омодео, обеспечивающее водой центральную часть острова. Позже была построена другая плотина, увеличившая площадь озера.